# Draft de l'NBA del 1956
El Draft de l'NBA de 1956 es va celebrar a Nova York el 30 d'abril. Va constar de 12 rondes, i es va incorporar la novetat de les eleccions territorials, les quals permetien als clubs tindre preferència a l'hora d'escollir un jugador del seu mateix estat.

## Primera ronda
|  | = All-Star     |
|  | = Hall of Fame |

| Posició | Jugador         | Nacionalitat | Equip NBA             | Universitat/Club     |
| ------- | --------------- | ------------ | --------------------- | -------------------- |
| 1       | Sihugo Green    | Estats Units | Rochester Royals      | Duquesne             |
| 2       | Bill Russell    | Estats Units | St. Louis Hawks       | San Francisco        |
| 3       | Jim Paxson      | Estats Units | Minneapolis Lakers    | Dayton Flyers        |
| 4       | Ronnie Shavlik  | Estats Units | New York Knicks       | North Carolina State |
| 5       | Joe Holup       | Estats Units | Syracuse Nationals    | George Washington    |
| 6       | Tom Heinsohn    | Estats Units | Syracuse Nationals    | Holy Cross           |
| 7       | Ron Sobieszczyk | Estats Units | Fort Wayne Pistons    | DePaul               |
| 8       | Hal Lear        | Estats Units | Philadelphia Warriors | Temple               |

## Segona ronda
| Posició | Jugador       | Nacionalitat | Equip NBA             | Universitat/Club |
| ------- | ------------- | ------------ | --------------------- | ---------------- |
| 9       | Bob Burrow    | Estats Units | Rochester Royals      | Kentucky         |
| 10      | Willie Naulls | Estats Units | St. Louis Hawks       | UCLA             |
| 11      | Terry Rand    | Estats Units | Minneapolis Lakers    | Marquette        |
| 12      | Gary Bergen   | Estats Units | New York Knicks       | Utah             |
| 13      | Paul Judson   | Estats Units | Syracuse Nationals    | Illinois         |
| 14      | K.C. Jones    | Estats Units | Boston Celtics        | San Francisco    |
| 15      | Bob Kessler   | Estats Units | Fort Wayne Pistons    | Maryland         |
| 16      | Phil Rollins  | Estats Units | Philadelphia Warriors | Louisville       |